# Kaza
KAZA er en dansk-ejet butikskæde som forhandler lædervarer - herunder tasker, punge og kufferter og andet tilbehør til alle aldersgrupper. KAZA åbnede sin første butik i Roskilde i 1989. Dengang hed butikken Zara Lædervarer. Dette navn blev dog ændret til KAZA, da den store spanske modetøjskæde “Zara” gjorde krav på navnet og ikke accepterede at en dansk butikskæde hed det samme som dem. Siden har kæden udvidet løbende med nye butikker fordelt på de største byer på Sjælland. I dag kan man finde KAZA butikker i Roskilde, København, Frederiksberg, Østerbro, Greve, Hørsholm, Køge og Næstved.

## KAZA.dk
I 2012 åbnede KAZA op for sin online butik, som rummer et af Danmarks største varesortimenter inden for kufferter og lædervarer. Sortimentet dækker de største alt fra internationale til mindre danske varemærker, herunder Samsonite, Stine Goya, Pia Ries, Belsac og Bjørn Borg. Med etableringen af en webshop er KAZAs vision at blive foretrukne lædervareforhandler i Danmark. Deres koncept bygger på et bredt udvalg, kvalitetsprodukter og gratis levering.   
| Region             | Antal | By                                               |
| ------------------ | ----- | ------------------------------------------------ |
| Region Hovedstaden | 3     | København, Frederiksberg, Østerbro               |
| Region Sjælland    | 5     | Holbæk, Næstved, Roskilde, Køge, Waves (Hundige) |